# Badreddine Amdouni
Badreddine Amdouni (ur. 2 marca 1979) – tunezyjski zapaśnik walczący w stylu klasycznym. Zdobył sześć medali na mistrzostwach Afryki w latach 2000 - 2006. Piąty w Pucharze Świata w 2005 roku.